# رمضان الرواشدة
رمضان إسماعيل محمد الرواشدة ويشتهر رمضان الرواشدة (مواليد 1964 في إربد، الأردن) هو كاتب وصحفي أردني.

## دراسته
حصل على شهادة البكالوريوس في الأدب الإنجليزي من جامعة اليرموك عام 1988، ثم حصل على دبلومة في الكتابة الصحفية المتقدمة من معهد ثومسون فاونديشن للدراسات بجامعة كارديف في ويلز، المملكة المتحدة عام 2000.

## مسيرته المهنية
بدأ عمله مترجمًا ومحررًا بجريدة الشعب عام 1989، واستمر بها حتى عام 1999، ثم كاتبًا صحفيًا في جريدة الرأي الأردنية بين عامي 1994 و2003، ومراسلًا لإذاعة الشرق في باريس بين عامي 1999 و2003، ومراسًا لجريدة المستقبل اللبنانية بين عامي 2000 و2003، قبل أن يعمل مستشارا إعلاميا لرئيس الوزراء من 27 أكتوبر 2003 وحتى 18 أبريل 2005، ثم منسقًا للعلاقات العامة في مكتب رئيس الديوان الملكي الهاشمي من 18 أبريل وحتى 11 ديسمبر 2005. عمل بعد ذلك مديرًا عامًا لوكالة الأنباء الأردنية «بترا» منذ عام 2007. وفي عام 2012، قرر مجلس الوزراء الأردني تعيين الرواشدة مديرًا عامًا للتلفزيون الأردني خلفًا لعدنان الزعبي. انتخبته الجمعية العامة لاتحاد إذاعات الدول العربية والتي انعقدت بالكويت نائبًا أول لرئيس اتحاد إذاعات الدول العربية لمدة عامين.
وفي أكتوبر 2018، قرر الاتحاد العام للمنتجين العرب تعيين الرواشدة رئيسًا لمهرجان القاهرة للتلفزيون والبث الفضائي ضمن فعاليات مونديال القاهرة للإعلام العربي بناءً على خبرته في مجال التليفزيون والبث الفضائي.
الرواشدة هو عضو مؤسس في الجمعية الأردنية لحقوق الإنسان، وعضو مؤسس في تحالف الحركة العالمية للديمقراطية، وعضو مجلس إدارة جائزة الصحافة العربية بنادي دبي للصحافة، وعضو مجلس كلية الإعلام بجامعة اليرموك، وعضو مجلس إدارة إذاعة اليرموك إف إم، وعضو رابطة الكتاب الأردنيين، وعضو نقابة الصحفيين الأردنيين، وعضو اتحاد الكتّاب العرب.

## مؤلفاته
نشر الرواشدة أولى رواياته عام 1992 بعنوان «من حياة رجل فاقد الذاكرة» أو «الحمراوي»، وقد فازت بجائزة نجيب محفوظ لأفضل رواية عربية عام 1994، وتروي قصة رجل فقد ذاكرته وبدأ يرى على أثر هذا الفقدان للذاكرة أشياء غريبة ويروي قصصًا طريفة. والرواية الثانية «أغنية الرعاة» صدرت عام 1998. وبعد ثمان سنوات، صدرت ثالث رواياته بعنوان «النهر لن يفصلني عنكِ»، ويدور محورها حول نهر الأردن وفلسطين. وفي روايته الرابعة «جنوبّي» كانت السيرة الذاتية واضحة، فذكر الكاتب انتقاله بأسرته من إربد إلى معان إلى عمّان، ثم الدراسة في جامعة اليرموك، ثم عمله في الصحافة، فقد تناولت مراحل من حياته الاجتماعية والحزبية والسياسية، كما جسدت واقع حال الأردني في تعامله مع محيطه، وكيفية تعاطي المجتمع الأردني خاصة أبناء الجنوب مع قضاياهم سواء كانت أحداثا داخلية، أو خارجية كالقضية الفلسطينية.

### قائمة مؤلفاته
- «انتفاضة وقصص أخرى» (قصص)، دار الكرمل، عمّان، 1989
- «من حياة رجل فاقد الذاكرة» أو «الحمراوي» (رواية)، عمّان، 1992[9][10]
- «تلك الليلة» (قصص)، دار الينابيع، عمّان، 1995[11]
- «أغنية الرعاة» (رواية)، المؤسسة العربية للدراسات والنشر، عمّان، 1998[12]
- «النهر لن يفصلني عنكِ» (رواية)، دار أزمنة للنشر والتوزيع، عمّان، 2006[13][14]
- «جنوبي» (رواية)، دار الشروق للنشر والتوزيع، عمّان، 2019[15]

## جوائز
- جائزة نجيب محفوظ للرواية العربية، عن رواية «الحمراوي»، 1994[2][16]
- جائزة الحسين للإبداع الصحفي، 2021[17]
- فاز المسلسل الإذاعي المقتبس من رواية «الحمراوي» بجائزة أفضل نص وإخراج في مهرجان الإذاعات العربية الذي أقيم في تونس في سبتمبر 2005.[18][19]